# Pier Brunoro Sanvitale
Pier Brunoro Sanvitale (Parma, 1402 circa – Negroponte, 1468) è stato un condottiero italiano.

## Biografia

Stemma Sanvitale

Era figlio di Obizzo e fu uomo d'armi, inizialmente al servizio del ducato di Milano. Passato sotto le insegne di Francesco Sforza, comandante degli eserciti della Repubblica di Venezia contro Milano, fu ferito durante l'assedio di Lonigo.
Nel 1432, dopo la battaglia di Delebio, combattuta tra veneziani e milanesi, Pier Brunoro venne lasciato a presidio della Valtellina, venendo nominato governatore di Morbegno. Qui conobbe la pastorella Bona Lombarda, della quale si invaghì e che sposò. Partecipò come guerriera al fianco del marito in numerose battaglie, tra queste la battaglia di Castel Pavone (1453) contro Milano.
Intorno al 1440, mentre lo Sforza era impegnato combattendo nella Marca di Ancona, Pier Brunoro passò al servizio del re di Napoli Alfonso d'Aragona. Intercettate alcune missive inviategli da Alessandro Sforza, fu spedito dal re nelle carceri spagnole, dove rimase dieci anni, finché venne liberato e consegnato ai veneziani, che lo utilizzarono contro Milano.
Combatté in favore dei senesi contro Jacopo Piccinino. Nel 1459 i beni di Pier Brunoro vennero confiscati dal duca di Milano Francesco Sforza, che li donò al figlio naturale Polidoro.
Spedito dalla Repubblica di Venezia assieme alla moglie a Negroponte durante la guerra turco-veneziana a difesa dell'isola, qui morì nel 1468. Bona morì invece a Modone, nel Peloponneso nello stesso anno mentre cercava di ritornare a Venezia.

## Discendenza
Pier Brunoro e Bona ebbero due figli, uomini d'armi al servizio dei veneziani:
- Antonio
- Obizzo